# Jenipher Namuyangu
Jenipher Kacha Namuyangu, cũng gọi là Jennifer Namuyangu Byakatonda, nhưng thường được gọi là Jennifer Namuyangu, là một chính trị gia và nhà nghiên cứu môi trường người Uganda. Bà là Bộ trưởng Bộ Nhà nước cho chính quyền địa phương trong Nội các Uganda. Bà được bổ nhiệm vào vị trí đó vào ngày 6 tháng 6 năm 2016. Trước đây bà từng là Bộ trưởng Bộ Tài nguyên Nước, từ ngày 1 tháng 6 năm 2006 đến ngày 27 tháng 5 năm 2011  Trong cuộc cải tổ nội các vào ngày 27 tháng 5 năm 2011, bà đã bị loại khỏi nội các và được Betty Bigombe thay thế. Namuyangu cũng từng là thành viên của Quốc hội được bầu làm Đại diện Phụ nữ của Quận Pallisa, từ năm 2001 đến 2011. Năm 2010, quận Pallisa được tách thành hai, để tạo ra quận Kibuku. Namuyangu tranh cử vào ghế quốc hội của "Quận Kibuku", Quận Kibuku và thua Saleh Kamba với số phiếu chênh lệch.

## Bối cảnh và giáo dục
Namuyangu sinh ra ở quận Kibuku vào ngày 27 tháng 7 năm 1968.
Namuyangu đã học trường trung học Kibuku trước khi cô chuyển đến trường trung học Iganga, nơi bà đã hoàn thành chương trình giáo dục A-Level. Namuyangu được nhận vào Đại học Makerere, trường đại học lâu đời nhất ở Uganda, tốt nghiệp Cử nhân Khoa học Lâm nghiệp, năm 1993. Bằng Thạc sĩ Khoa học về Nông lâm kết hợp của bà cũng được lấy từ Đại học Makerere, năm 1996.

## Sự nghiệp
Từ năm 1994 đến năm 1996, bà là Đại diện Thanh niên ở Đông Uganda cho Hội đồng Kháng chiến Quốc gia, một tổ chức nghị viện vào thời điểm đó. Từ năm 1997 đến năm 1998, Namuyangu là Giảng viên tại Trường Cao đẳng Lâm nghiệp Nyabyeya ở Quận Masindi. Sau đó, bà gia nhập Bộ Đất đai và Môi trường, thuộc Cục Lâm nghiệp, với tư cách là Cán bộ Phát triển Nguồn giống, phục vụ trong vị trí đó từ năm 1998 đến năm 2001.
Năm 2001, Namuyangu tái gia nhập chính trị và được bầu làm Đại diện cho Phụ nữ của Quận Pallisa trong quốc hội. Bà được bầu lại vào vị trí tương tự năm 2006. Từ năm 2003 đến 2006, bà là Bộ trưởng Bộ Công nghiệp. Bà được bổ nhiệm làm Bộ trưởng Tài nguyên Nước vào ngày 1 tháng 6 năm 2006, phục vụ trong khả năng đó cho đến ngày 27 tháng 5 năm 2011  Từ năm 2013 đến 2016, Namuyangu là thành viên của Ủy ban Bộ Tài chính, Kế hoạch và Phát triển Kinh tế.